# امباندرومیسوترا
امباندرومیسوترا (به لاتین: Ambondromisotra) یک سکونتگاه مسکونی در ماداگاسکار است که در آمورونئی مانیا واقع شده‌است.

## خصوصیات
امباندرومیسوترا ۱۷٬۰۰۰ نفر جمعیت دارد و ۱٬۰۶۹ متر بالاتر از سطح دریا واقع شده‌است.